# La Chorrera
La Chorrera är en corregimientos departamentale i Colombia.   Den ligger i departementet Amazonas, i den södra delen av landet, 700 km söder om huvudstaden Bogotá. Antalet invånare är 3 337.